# Bathycongrus thysanochilus
Bathycongrus thysanochilus är en fiskart som först beskrevs av Reid, 1934.  Bathycongrus thysanochilus ingår i släktet Bathycongrus och familjen havsålar. Inga underarter finns listade.